# Centris laevibullata
Centris laevibullata är en biart som beskrevs av Roy R. Snelling 1966. Centris laevibullata ingår i släktet Centris och familjen långtungebin. Inga underarter finns listade.